# 서바이벌! 천재적인 생활
《서바이벌! 천재적인 생활》은 2011년에 방영된 대한민국의 방송국 MBC 라이프의 두뇌 서바이벌 프로그램이다.

## 개요
선정된 IQ 156 이상의 멘사 회원 9명이 기억력, 사고력, 창의력, 암산력 등에 관련한 미션을 수행하며 우승자를 가리는 두뇌 서바이벌 프로그램이다. 최종 우승자에게는 1,000만원의 우승 상금이 부여된다.

## 출연자
- 김하나, 조현구, 최필구, 전혜원, 박효열, 황상윤, 임덕균, 이수민, 김기덕

- MC(진행자) : 김민아
- 성우 : 정영웅

## 에피소드
- 1회 - 광고회사 (2011년 8월 3일 방송)
  - 탈락자 없음

- 2회 - 경찰서 (2011년 8월 10일 방송)
  - 탈락자 최필구, 김기덕

- 3회 - 재래시장 (2011년 8월 17일 방송)
  - 탈락자 임덕균

- 4회 - 워터파크 (2011년 8월 24일 방송)
  - 탈락자 김하나, 부상으로 박효열 기권, 패자부활전으로 최필구 부활

- 5회 - 과학고 (2011년 8월 31일 방송)
  - 탈락자 최필구

- 6회 - 유치원 (2011년 9월 7일 방송)
  - 탈락자 이수민

- 7회 - 기상청 (2011년 9월 14일 방송)
  - 탈락자 조현구

- 8회 - 최종회(2011년 9월 21일 방송)
  - 최종 우승 황상윤, 준우승 전혜원